# دبليو دبليو إي تو كي 17
دبليو دبليو إي تو كي 17 (بالإنجليزية: WWE 2K17) هي لعبة فيديو تم إصدارها في شهر أكتوبر سنة 2016م، وهي متوفرة على أجهزة بلاي ستيشن 3 وبلاي ستيشن 4 وإكس بوكس 360 وإكس بوكس ون. اللعبة من تطوير يوكز.